# Bubblegum Alley

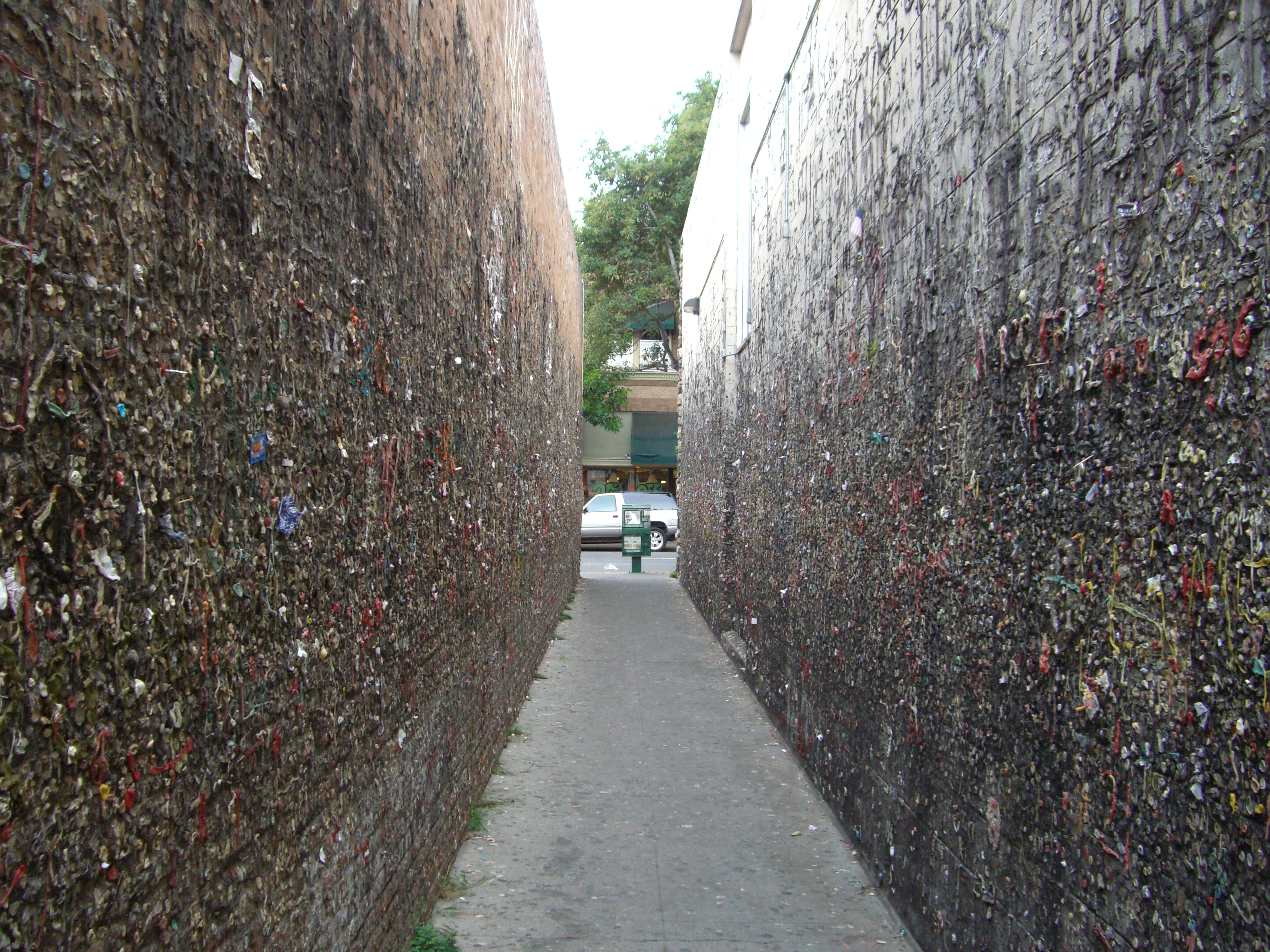
Bubblegum Alley

Bubblegum Alley (englisch für Kaugummi-Gasse) ist ein schmaler Weg in der Stadt San Luis Obispo im Bundesstaat Kalifornien der Vereinigten Staaten. Die Gasse wird seit Jahrzehnten mit gebrauchten Kaugummis verziert. Die Mauern zu beiden Seiten des Weges, an denen die Kaugummis kleben, gehören zum Häuserblock mit 700er-Hausnummern an der Higuera Street. Die beklebten Flächen sind etwa 21 Meter lang und 4,6 Meter hoch. An den Enden der Gasse stehen Kaugummiautomaten.

## Geschichte
Etwa seit den 1960er-Jahren werden die Mauern zu beiden Seiten der Gasse mit durchgekauten Kaugummis beklebt. Wie diese Tradition entstand, ist nicht geklärt; meist wird angenommen, dass Jugendliche aus der örtlichen High School damit begannen, die Wände zu bekleben. Versuchte die Stadt anfangs noch, gegen die Verschmutzung der Wände vorzugehen, wird mittlerweile nur noch einmal pro Woche der Gehweg gereinigt. Ein einmaliger Versuch der Feuerwehr, die Kaugummis mit Sprühwasser von den Wänden zu lösen, hatte ungeahnte Folgen: Die losgerissenen Kaugummis wurden hoch in die Luft geschleudert und regneten dann in weiterem Umkreis auf die Passanten nieder.
Ira Hirsch verglich die Bubblegum Alley mit dem Versuch, in der Hölle Kunst zu produzieren. In Gareth Sibsons Roman Single with Failure wird die Gasse mit einem Kunstwerk von Jackson Pollock verglichen; in einem Reiseführer wird die Bubblegum Alley als die „vermutlich unappetitlichste Straße Kaliforniens“ aufgeführt.

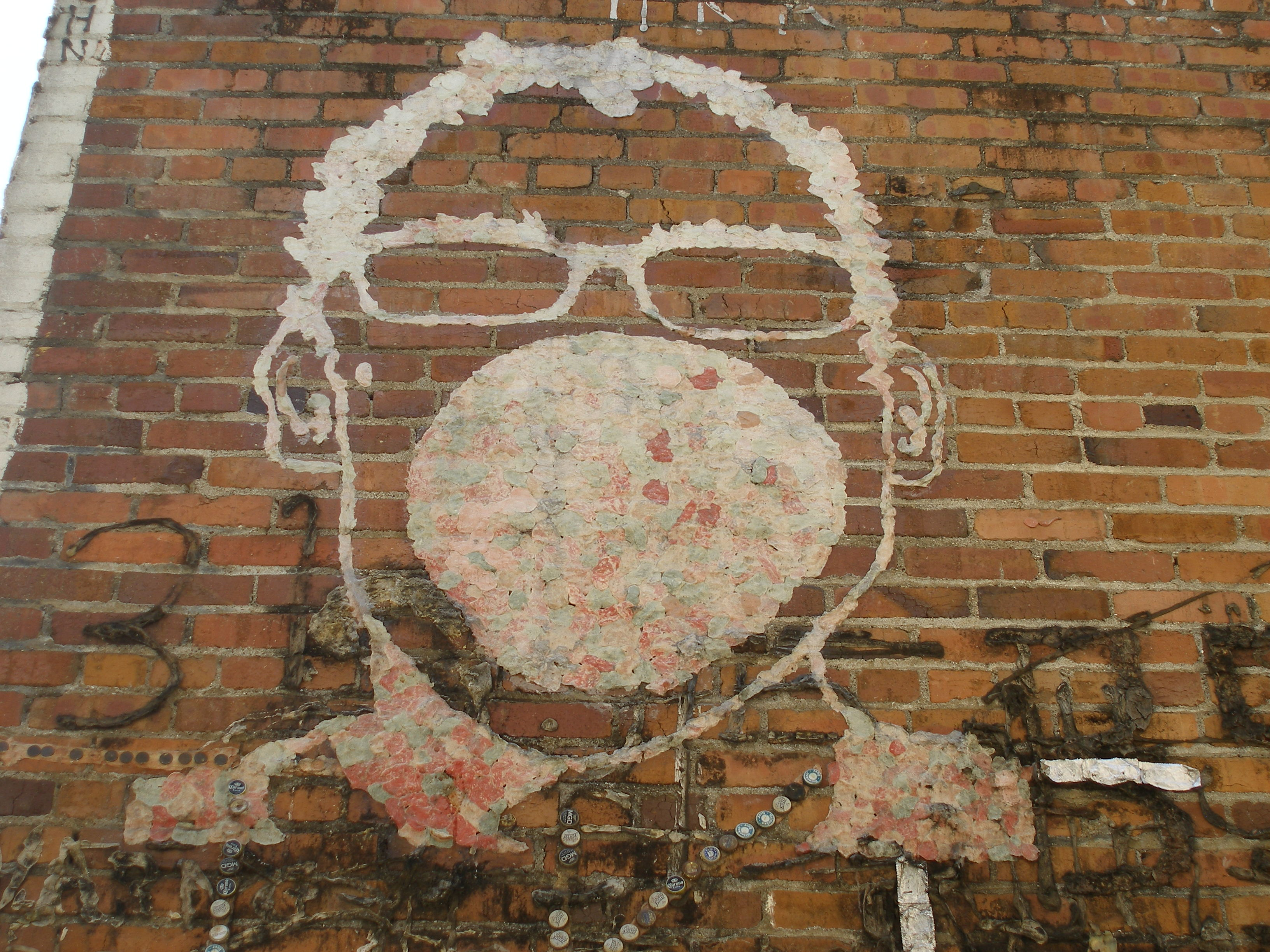
Matthew Hoffmans Selbstporträt

Dennoch ist Bubblegum Alley nicht nur zu einer Touristenattraktion geworden, die täglich von 300 bis 400 Menschen besucht wird, sondern wird inzwischen auch als Hintergrund für Filme und Musikvideos verwendet. So war sie etwa in der MTV-Show Call to Greatness zu sehen. Matthew Hoffman – ein Collagekünstler – hat ein Selbstporträt aus Kaugummis geschaffen. An Halloween 2012 erschien Rich Ferguson, ein Illusionist, in Jay Lenos Tonight Show. Ferguson hatte in der Bubblegum Alley ein Prank-Video gedreht, in dem er beim Niesen scheinbar seinen Kopf verlor und ihn sich dann wieder aufsetzte. Der Film wurde auf YouTube mehr als 6.750.000-mal angeschaut.
Mittlerweile hat der Brauch, bestimmte Wände mit Kaugummis zu bekleben, auch außerhalb von San Luis Obispo Nachahmer gefunden: In Seattle, Washington, ist die Gum Wall ebenfalls eine Touristenattraktion.